# Wilhelm Ambrosius
Wilhelm Ambrosius (14 de Junho de 1903 - 29 de Setembro de 1955) foi um comandante de U-Boot que serviu na Kriegsmarine durante a Segunda Guerra Mundial.

## Carreira

### Patentes
| 3 Oct 1921 | Rekrut                    |
| 3 Mar 1923 | Funkgast                  |
| 3 Out 1923 | Oberfunkgast              |
| 1 Mai 1925 | Obermatrose (Umernennung) |
| 1 Nov 1925 | Matrosenobergefreiter     |
| 1 Abr 1926 | Offiziersanwärter         |
| 1 Abr 1928 | Fähnrich zur See          |
| 1 Jun 1930 | Oberfähnrich zur See      |
| 1 Out 1930 | Leutnant zur See          |
| 1 Out 1932 | Oberleutnant zur See      |
| 1 Abr 1936 | Kapitänleutnant           |
| 1 Nov 1940 | Korvettenkapitän          |
| 1 Jun 1944 | Fregattenkapitän          |

### Condecorações
| 6 Jun 1939  | Cruz Espanhola em Prata sem Espadas                        |
| 21 Ago 1939 | Spanisches Marineverdienstkreuz in Weiß am Bande 1. Klasse |
| 15 Dez 1939 | Cruz de Ferro 2ª Classe                                    |
| Abr 1940    | Badge de Guerra dos U-boot 1939                            |
| Set 1940    | Cruz de Ferro 1ª Classe                                    |
| 20 Abr 1943 | Cruz do Mérito de Guerra 2ª Classe com Espadas             |
| 1 Set 1943  | Cruz do Mérito de Guerra 1ª Classe com Espadas             |
| 8 Set 1944  | Cruz Germânica em Ouro                                     |

### Patrulhas
|       | U-Boot | Partida     | Partida       | Chegada     | Chegada       | Dias     | Toneladas |
| ----- | ------ | ----------- | ------------- | ----------- | ------------- | -------- | --------- |
| 1     | U-43   | 6 Nov 1939  | Wilhelmshaven | 14 Dez 1939 | Wilhelmshaven | 39 dias  | 11,772    |
| 2     | U-43   | 13 Mar 1940 | Wilhelmshaven | 6 Abr 1940  | Wilhelmshaven | 25 dias  |           |
| 3     | U-43   | 12 Abr 1940 | Wilhelmshaven | 23 Abr 1940 | Wilhelmshaven | 12 dias  |           |
| 4     | U-43   | 13 Mai 1940 | Wilhelmshaven | 22 Jul 1940 | Wilhelmshaven | 71 dias  | 29,456    |
|       | U-43   | 9 Set 1940  | Wilhelmshaven | 12 Set 1940 | Bergen        | 4 dias   |           |
| 5     | U-43   | 15 Set 1940 | Bergen        | 18 Out 1940 | Lorient       | 34 dias  | 5,802     |
| Total | Total  | Total       | Total         | Total       | Total         | 181 dias | 47,030 t  |

### Sucessos
- 8 navios afundados num total de 47,030 GRT

| Data        | U-Boot | Nome da Embarcação | Toneladas | Nacionalidade |
| ----------- | ------ | ------------------ | --------- | ------------- |
| 16 Nov 1939 | U-43   | Arlington Court    | 4,915     | britânico     |
| 22 Nov 1939 | U-43   | Arijon             | 4,374     | francês       |
| 25 Nov 1939 | U-43   | Uskmouth           | 2,483     | britânico     |
| 21 Jun 1940 | U-43   | Yarraville         | 8,627     | britânico     |
| 30 Jun 1940 | U-43   | Avelona Star       | 13,376    | britânico     |
| 9 Jul 1940  | U-43   | Aylesbury          | 3,944     | britânico     |
| 17 Jul 1940 | U-43   | Fellside           | 3,509     | britânico     |
| 25 Set 1940 | U-43   | Sulairia           | 5,802     | britânico     |
| Total       | Total  | Total              | 47,030    |               |